# Dunkleosteidae
Famille
Genres de rang inférieur
- † Dunkleosteus
- † Eastmanosteus
- † Golshanichthys
- † Herasmius
- † Kiangyousteus
- † Xiangshuiosteus

Les Dunkleosteidae forment une famille éteinte de placodermes arthrodires qui ont vécu au Dévonien,. 